# Zlíčko
Zlíčko (německy Slitschko) je malá vesnice, část obce Vysoká Srbská v okrese Náchod. Nachází se asi 0,5 km na jihozápad od Vysoké Srbské. V roce 2009 zde bylo evidováno 42 adres. V roce 2001 zde trvale žilo 75 obyvatel.
Zlíčko je také název katastrálního území o rozloze 1,37 km2.

## Historie
První písemná zmínka o obci pochází z roku 1545.

## Pamětihodnosti
- Venkovský dům čp. 8